# Mina a cel obert

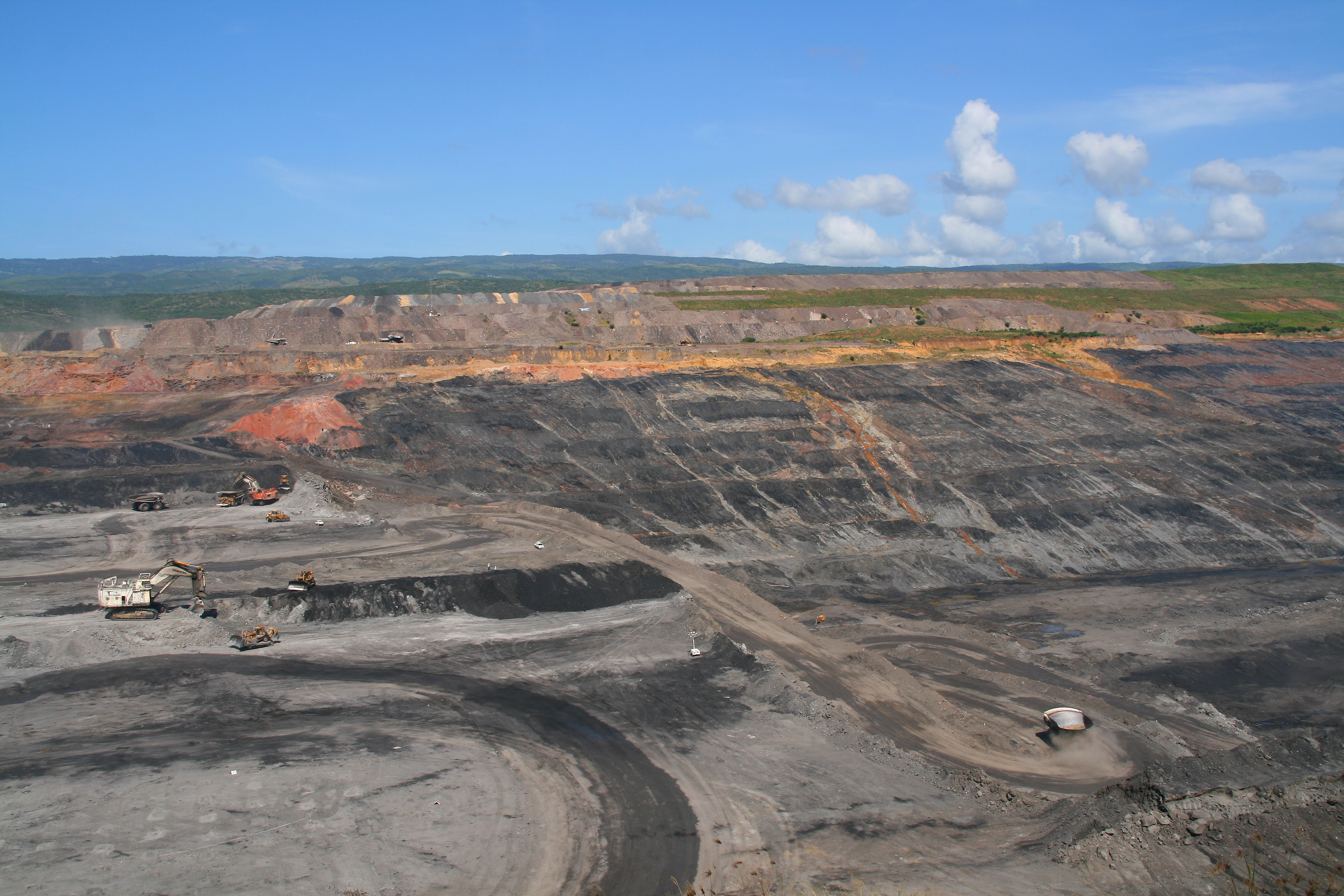
Mina de carbó d'El Cerrejón a Colòmbia. És una de les més grans a cel obert de l'Amèrica Llatina i una de les més grans del món. (la més gran és Chuquicamata a Xile)

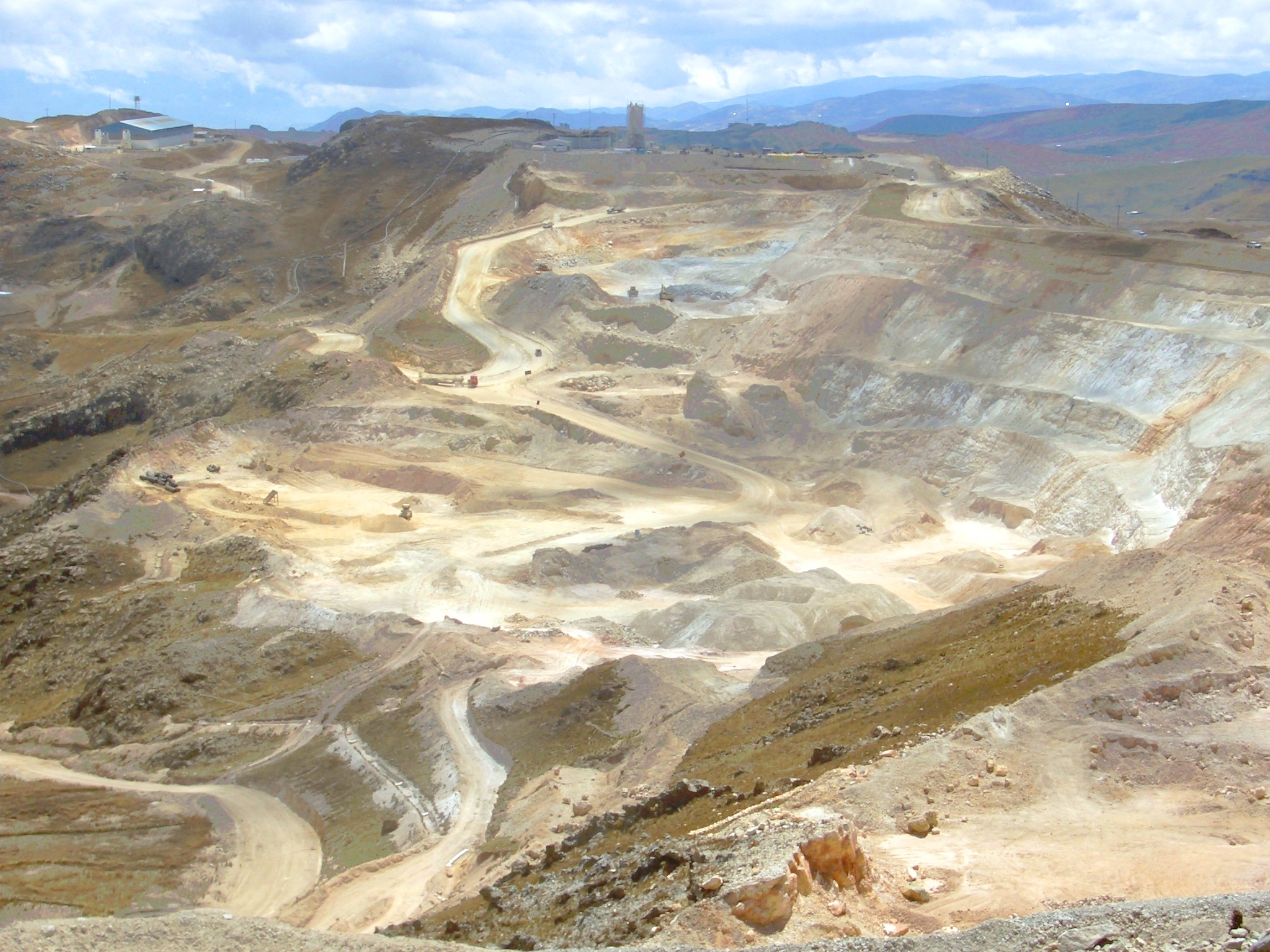
Mina de Yanacocha a Cajamarca

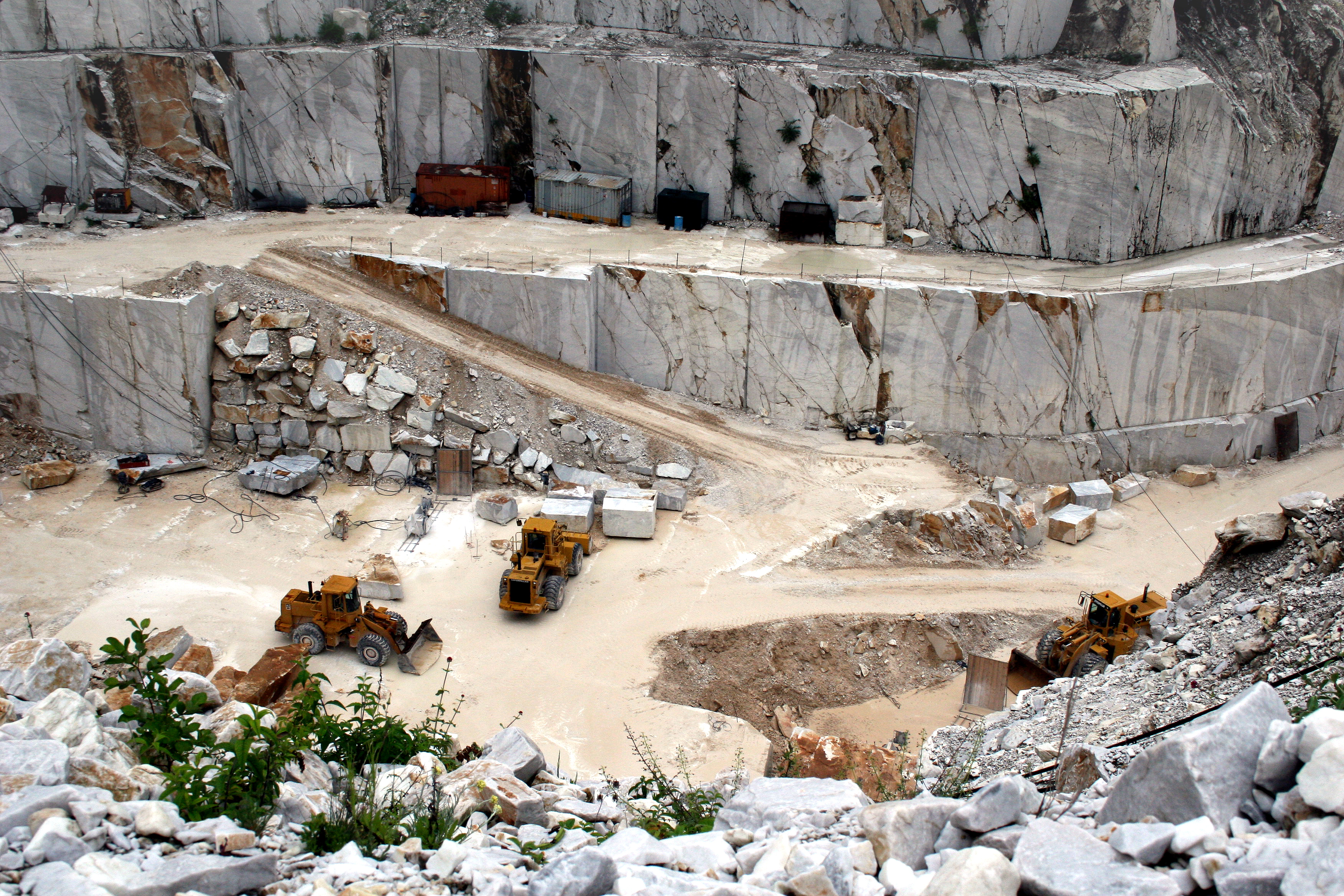
Pedrera de marbre a Carrara, Itàlia

Hom coneix com a mineria a cel obert o pedrera, aquells aprofitaments miners o explotacions mineres, que es desenvolupen en la superfície del terreny, a diferència de la  mina subterrània o de perforació. La mineria a cel obert s'aplica quan els dipòsits comercialment útils es troben prop de la superfície. S'empren mitjans mecànics o explosius per a remoure els terrenys que recobreixen o envolten la formació geològica que forma al jaciment, o banc de materials. Aquests materials es denominen, genèricament, estèril, mentre que a la formació a explotar se'n diu mineral. L'estèril excavat és necessari apilar-ho en runams fora de l'àrea final que ocuparà l'explotació, amb vista a la seva utilització en la restauració de la mina.
Abans d'iniciar qualsevol projecte d'extracció de materials, s'ha de revisar i considerar el compliment de la normativa en les diverses matèries: fiscal, laboral, de salut i de seguretat social, realitzant també, de ser requerit, l'estudi d'Impacte Ambiental, i presentar-lo per a la seva avaluació davant les autoritats estatals en matèria d'ecologia i medi ambient, qui s'encarregaran d'establir les mesures de restauració, recuperació, sosteniment i manteniment per a esmorteir l'impacte ambiental de l'activitat extractiva.
Les mines a cel obert són econòmicament rendibles quan els jaciments afloren en superfície, es troben prop de la superfície, amb un recobriment petit o la competència del terreny no és estructuralment adequada per a treballs subterranis (com ocorre amb la sorra o la grava). Quan la profunditat del jaciment augmenta, l'avantatge econòmic del cel obert disminueix en favor de l'explotació mitjançant mineria subterrània.

## Tipus de mines
Els principals tipus de mines a cel obert són:
Pedreres
Les pedreres són mines a cel obert, generalment de petita grandària, que exploten materials que no requereixen una concentració posterior, sinó, com a molt, una trituració o classificació per grandàries. Els materials obtinguts en pedreres són els àrids, les roques industrials i les roques ornamentals.
Cortas

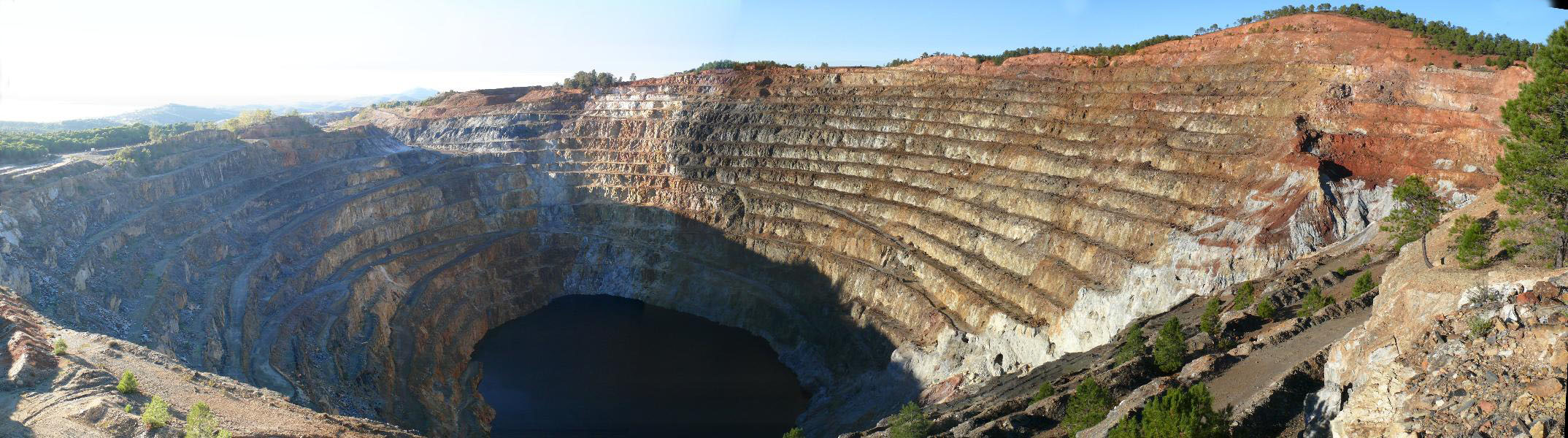
Corta Atalaya, a Minas de Riotinto (Espanya)

Les cortas són explotacions tridimensionals de jaciments que evolucionen en profunditat, generalment de substàncies metàl·liques, encara que també n'hi ha de carbó. La morfologia típica d'una corta és similar a un con invertit.
L'arrencada del mineral i de l'estèril, en gran manera en les mines metàl·liques, es realitza generalment mitjançant perforació i voladura. La càrrega se sol efectuar amb pales carregadores i el transport mitjançant bolquets. En el cas de les de carbó, l'arrencada del mateix es realitza mitjançant pales excavadors o rotopales. La dimensió final de la corta (la seva profunditat) ve donada pel que es coneix com a ràtio: La proporció entre l'estèril que cal excavar respecte al mineral que s'explotarà. En augmentar la profunditat de la tala, el ràtio augmenta, de manera que els costos d'excavació de l'estèril augmenten i, per tant, els costos creixen.
Descobertes
Les descobertes són, bàsicament, forats bidimensionals que s'utilitzen en jaciments horitzontals o gairebé horitzontals. D'aquesta manera l'explotació es realitza a una cota més o menys constant.
La seqüència típica d'una explotació per descoberta és:
- Retirada de la coberta vegetal;
- Arrencada del recobriment;
- Explotació de la capa; i
- Restauració

En alguns casos és possible realitzar el que es coneix com a mineria de transferència. Consisteix a utilitzar els materials arrencats del recobriment per a realitzar la restauració, sense necessitat d'un apilament intermedi.
Al·luvions o plaers
Correspon a l'explotació de dipòsits de sorra en antics llits de rius o platges, amb la finalitat de recuperar or, pedres precioses o altres elements químics valuosos.

## Mines a cel obert destacades
Algunes mines d'aquest tipus són:
 Argentina
- Bajo de la Alumbrera - Provincia de Catamarca
- Veladero – Provincia de San Juan
- Manantial Espejo – Provincia de Santa Cruz

 Austràlia
- Super Pit – Kalgoorlie

 Bolívia
- Minera San Cristóbal – Província de Nor Lípez

 Canadà
- Adams – Ontàrio
- Colomac – Canadá
- Diavik – Canadá
- Pine Point – Canadá

 Xile
- Mina Candelaria – Regió d'Atacama
- Chuquicamata – Regió d'Antofagasta
- Ministro Hales – Regió d'Antofagasta
- La Escondida – Regió d'Antofagasta
- Los Pelambres – Coquimbo

 Colòmbia
- Cerrejón – La Guajira
- Cerro Matoso – Córdoba

 Costa Rica
- Crucitas – San Carlos, Alajuela, Costa Rica

 Espanya
- Mines d'Alquife – Provincia de Granada, Espanya
- Corta Atalaya – Huelva, Espanya (en desús)
- Cerro Colorado – Huelva, Espanya
- Filón Norte – Tharsis - Província de Huelva, Espanya (en desús)
- Cobre Las Cruces – Sevilla, Espanya

 Estats Units
- Kennecott – Utah, Estats Units d'Amèrica
- Lavender Pit – Arizona, Estats Units d'Amèrica

 Galícia
- Penrhyn Quarry – Gal·les

 Indonèsia
- Mina Grasberg – Indonèsia

 Mèxic
- La Herradura – Caborca, Sonora
- Cerro de San Pedro – San Luis Potosí, Mèxic
- El Peñasquito – Mazapil, Zacatecas, Mèxic
- La Caridad – Nacozari, Sonora, Mèxic
- Buenavista del Cobre – Cananea, Sonora, Mèxic

 Panamà
- Petaquilla – Panamà

 Perú
- Río Huaytepue – Perú
- Toquepala – Perú
- Cuajone – Perú
- Cerro de Pasco – Perú
- Antamina – Perú
- Yanacocha – Perú
- Las Bambas – Perú
- Antapaccay – Perú

 Rússia
- Mirni – Mirni, Sibèria
- Udàtxnaia – Sakhà, Rússia

 Sud-àfrica
- Big Hole – Kimberley